# ناوچه مظفری

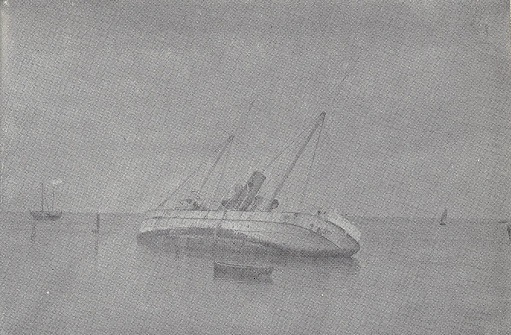
نگاره‌ای از ناوچه مظفری. ناخدای این کشتی، ناخدا عباس بود.

مظفری نام یک ناوچه متعلق به ایران بود که در دوران قاجاریه و پهلوی اول در آب‌های خلیج فارس شناور بود.
اکنون اثری از مظفری به جا نمانده است.

## تاریخچه
این کشتی در زمان ناصرالدین‌شاه از بلژیک خریداری شده‌بود. پس از این که اندکی پیش از سال ۱۳۰۰، دولت ایران دو کشتی فرسوده پرسپولیس و شوش را با مزایده فروخت، مظفری تنها کشتی ایران شد. ناخدای این کشتی، ناخدا عباس بود.
یک منبع فرانسوی کشتی فوق را «کشتی ساحلی مظفر» نامیده است. در این باب آمده است.
کشتی ساحلی مظفر از نوع یات بود، به وزن ۴۰۰ تن که دولت ایران از آقای (استریت) در آنورس خرید و به دوتوپ مسلح کرد و در سال ۱۹۰۳ م (۱۳۲۰ ق) برای بازرسی بنادرخلیج فارس به گمرک بوشهر تعلق گرفت. فرمانده او به سوی بنادرایران «لامبرت مولیتور» بود. بیشتربار این کشتی در هنگام حرکت به سمت بنادر ایران از آن بلژیکی‌هایی بود که در همین سال گمرکات بوشهر را در دست داشتند. این کشتی می‌بایست قایق‌های کوچک را که با عبور از ساحل سعی داشتند گمرک را دور بزنند، تحت کنترل خود قرار دهد. در آخر سعی داشت، در بنادر را که در طول ساحل نیاز به حفاظت داشت پایگاه‌هایی ایجاد کند.
مولیتور کشتی مظفر را به بندربوشهر هدایت کرده است. در ۲۲ ژانویه (۱۹۰۴) از بندرلنگه حرکت کرده و به مقصد این سفردریایی کرانه ای خلیج فارس بود که شیب کوه نامیده می‌شد. اولین مرحله سفر بندرکوچک چارک بود که قبلاً دارای یک اداره گمرک بود. در آنجا جز برای یک مدت کوتاه و نشان دادن کشتی به اهالی توقف نکردند. بعد از توقف کوتاهی در بندر دیر «مظفر» درکنار ساحلی پهلو گرفت، جایی که بنادر کوچک طاهری، عسلویه و نابند دیده می‌شدند. سپس کشتی مظفر به بندر شیو رسید. در نهایت مولیتور به همراه هیئتی از طرف حاکم بستک و چند نفر از افراد نیروی دریایی حاضر در کشتی با لباس نظامی و بدون اسلحه در بندرمقام پیاده شدند.
در آوریل ۱۹۰۴ (فروردین/اردیبهشت ۱۲۸۳)، موسیو دامبریان (Damberian) مستشار بلژیکی گمرک ایران در حالی که سوار این کشتی از جزیره‌های خلیج فارس بازدید می‌کرد، دریافت که در جزیره‌های ابوموسی و تنب، پرچم ایران پایین کشیده‌شده و پرچم شارجه در اهتزاز است. او با بازگرداندن پرچم ایران، تفنگ‌چی‌هایی را در این جزیره‌ها مستقر کرد.
مورد دیگر از این قرار بود که در دسامبر ۱۹۰۹م (۱۲۸۸ ش) از بندر لنگه یک قایق بادبانی حامل مدیر و چهار تفنگچی جهت رهگیری شناوری که از مسقط می‌آمد، عازم دریا شد. ضمناً حرکت آن شناور از مسقط توسط این نمایندگی سیاسی مقیم بریتانیا در بوشهربه اطلاع مسئولین گمرک رسانیده شده بود. قایق بادبانی با شناور یاد شده درگیرشده اما شناورو قاچاقچیان مبادرت به تیراندازی کردند، و یکی از سرنشینان قایق را زخمی نمودند، بطوریکه قایق گمرک نتوانست از ادامه حرکت شناور به طرف ساحلی و تخلیه قسمتی از محموله اش جلوگیری نماید. در همین گیرو دار (کشتی) مظفری حامل مدیر گمرک فرارسید و به محض اینکه قاچاقچیان از حضور آن آگاه شدند، با تفنگ‌هایی که توانسته بودند تخلیه کنند به کوه‌های اطراف فرارکردند و دستیار گمرک آنها را تعقیب کرد و توانست به قسمتی از جنگ‌افزارهایی که در زیر خاک پنهان کرده بودند دسترسی پیدا کند، ۸۵ قبضه تفنگ، ۱۵۰۰ فشنگ و ۷ قبضه تپانچه.
در جریان اشغال بوشهر (۱۲۹۴ خ) توسط ارتش بریتانیا، این کشتی تصرف و ضبط شد.
در کتابخانه مجلس شورای اسلامی، سندی مربوط به سال ۱۳۰۴ وجود دارد که در آن کارکنان این کشتی از عدم پرداخت حقوق معوقه خود به رئیس مجلس (حسین پیرنیا) شکایت کرده‌اند و جوابیه وزیر مالیه (محمدعلی فروغی) و وزیر جنگ (رضاخان سردار سپه) در خصوص پیگیری این شکایت موجود است.